# Anatoli Laiba
Anatoli Laiba (în rusă Анатолий Лайба; n. 19 decembrie 1954, Congaz, Găgăuzia, Republica Moldova – d. 28 mai 2016, Sankt Petersburg, Rusia) a fost un geolog și explorator polar sovietic și rus, membru al expedițiilor în Antarctica, Arctica și Oceanul Atlantic. 
A fost candidat la științe geologice și mineralogice și autor de publicații științifice, lucrări de știință populară. A fost, de asemenea, șeful Departamentului Geologic al Expediției Geologice Polare ruse.

## Biografie
S-a născut în satul Congaz din RSS Moldovenească (actualmente Republica Moldova). În 1971 a absolvit școala din Piatigorsk. A studiat la Colegiul de prospectare geologică din Novocerkassk. A slujit în armata sovietică. Ulterior, a intrat la facultatea geologică a Universității de Stat din Leningrad. Ca student, a lucrat în expediții în Peninsula Kola, Novaia Zemlea și Kamceatka. În 1981 a absolvit universitatea cu onoruri.
Din 1984 până în 2004 a lucrat în Antarctica, fiind participant la expedițiile ruse: 30, 32, 33, 34, 36, 39, 43, 45, 47 și 49. A efectuat cercetări geologice în regiunile muntoase îndepărtate din Țara Mac-Robertson, Țara Prințesei Elisabeta și Țara Reginei Maud.
În anul 2000 și-a susținut teza de doctorat pe tema „Structura complexului vulcano-plutonic proterozoic din partea centrală a Munților Prințului Carol, Antarctica de Est” (Строение протерозойского вулкано-плутонического комплекса центральной части гор Принс-Чарльз, Восточная Антарктида). În 2006 a lucrat în arhipelagul Svalbard.
Din 2005, a participat în repetate rânduri la călătorii pe mare în zona Atlanticului Central la bordul navei de cercetare „Logacev”, fiind angajat în cercetarea minereurilor de sulfuri de apă adâncă.
Din 2004 până în 2015 a fost ocupat în activități administrative. În calitate de șef al departamentului geologic al Expediției Polare, supraveghind principalele domenii de cercetare și activități de producție din Arctica, Antarctica și Oceanul Mondial.

## Distincții și onoruri
- „Veteran al muncii” (2007)[6]
- Medalia Ordinului de Merit „pentru Patrie”, gradul II (2007)[7]
- Prospector onorific al subsolului Federației Ruse (2012)[8]
- Pieptar „50 de ani de Ziua Geologului” (2016)[9]
- Medalia „Sidorenko” «Pentru promovarea profesiei de geolog», postum (2019)